# لوشيوس جونيوس بروتوس

لوشيوس جونيوس بروتوس مؤسس الجمهورية الرومانية وأحد أوائل القناصل في عام 509 ق.م. ويعتقد أنه أصل أسرة جونيا الرومانية التي انحدر منها دسيموس جونيوس بروتوس ألبينوس وبروتس أشهر من اغتالوا يوليوس قيصر.
كان لوشيوس سابع ملوك روما تاركوينيوس سوبريوس - الملقّب بالمتعجرف ( 534- 509 قبل الميلاد ) سيئاً بحيث اجتمع عدد من أعضاء مجلس الشيوخ وطردوه من الحكم ، وأقسموا على ألا يسمحوا بعد اليوم بأن يكون في روما أي ملك. ولتحقيق ذلك ابتكروا هيكلية جديدة للحكومة، فاثنان منهم، كل سنة، يتمّ انتخابهما لمنصب قنصل، وتكون لهما السلطات نفسهما .

وكان أول قنصل لوشيوس جونيوس بروتوس الذي قاد الشيوخ ضد تاركوينيوس سنة 509 قبل الميلاد، وكان زميله، والقنصل الثاني غايوس كولاتيتوس.

غير أن بروتوس كان رجلاً قاسياً وعنيفاً. فلما علم أن اثنين من أبنائه يتآمران لإِعادة تاركوينيوس إلى العرش، أصدر الأمر بإعدامهما.